# 合理化 (心理學)
合理化是一種（自我）防禦機制，其中給出明顯的邏輯理由來證明由無意識本能衝動驅動的行為是正當的。 它試圖找到行為的原因，尤其是自有的原因。 合理化用於抵禦內疚感、保持自尊和保護自己免受批評。
合理化分兩步進行：
1. 決定、行動、判斷是基於給定的原因做出的，或者根本沒有（已知的）原因。
2. 進行合理化，構建看似合理或合乎邏輯的理由，試圖在事後（為自己或他人）證明行為是正當的。

合理化鼓勵不合理或不可接受的行為、動機或感覺，並且通常涉及臨時假設。這個過程的範圍從完全有意識（例如，對他人的嘲笑提出外部防禦）到大部分是無意識的（例如，阻止內心的內疚或羞恥感）。人們出於各種原因合理化——有時我們認為我們比自己更了解自己。合理化可能會區分有關行為或感覺的原始確定性解釋。
合理化有三種表現：一是酸葡萄心理，即把得不到的東西說成是不好的；二是甜檸檬心理，即當得不到葡萄而只有檸檬時，就說檸檬是甜的。三是推諉（projection），此種自衛機制是指將個人的缺點或失敗，推諉於其他理由，找人擔帶其過錯。三者均是掩蓋其錯誤或失敗，以保持內心的安寧。酸葡萄心理、甜檸檬的自我解嘲方式，都是為減低痛苦與衝突，選擇性地相信特定解釋，或是刻意強調或忽視某些事實，以得到讓自己舒服的解釋。

## 示例
- 美化個體行為動機：某個男生個性軟弱，和女友吵架總被對方佔盡上風，於是便推諉因為自己是「好男友」，不願以尖酸言詞傷害對方。
- 個人喜好成為藉口：一個沒被邀請去參加舞會的女孩說：「假如有人請我去，我也不去，因為我不喜歡參加舞會的那群人。」
- 歸罪於他人或情境：「媽媽沒叫醒我」，「有太多其他事要做」。這些陳述可能為真，但對個體沒有表現「準時」、「記得」的行為來說，卻不是真正的理由；假使個體真的關心上述事物，則會注意時間或有所警覺。
- 「無可避免的」的理由：「往後復古車款的保養費很貴，所以我買了新型車。」

### 引用
1. ↑  . American Psychological Association.   [2021-12-16]. （原始内容存档于2022-05-03）.
2. ↑  Kendra Van Wagner. . About.com: Psychology.   [2008-02-24]. （原始内容存档于2015-03-21）.
3. ↑  . www.psychpage.com.   [2008-03-11]. （原始内容存档于2012-05-01）.

## 外部連結
- （繁體中文） 教育wiki - 合理化作用